# 崇泉
崇泉（1952年12月—），安徽天长人。男，汉族。1970年11月加入中国共产党。北京对外贸易学院英语专业毕业。
1978年2月至1980年4月，在外贸部政治部、国际局工作。1980年4月至1982年12月，在中国常驻联合国日内瓦办事处语言司工作。1982年12月至1988年12月，在经贸部国际局工作。1988年12月至1991年4月，任中国驻英国大使馆商务处二秘。1991年4月至1992年5月，任经贸部人事司办公室副主任（副处级）。
1992年5月至1995年3月，任新华社澳门分社经济部调研处负责人、调研处处长、经济部副部长（正处级）。1995年3月至1996年10月，任新华社澳门分社经济部部长（副司级）。
1996年10月至2002年3月，任外经贸部亚洲司副司长（其间：1998年4月至1998年6月在美国哈佛大学商学院高级经理班学习）。2002年3月至2003年9月，任外经贸部交际司司长、商务部外事司司长。
2003年9月至2006年9月，任商务部办公厅主任（2003年11月任商务部新闻发言人兼商务部新闻办公室主任）。2006年9月至2010年7月，任商务部部长助理、党组成员。 2010年7月，任商务部国际贸易谈判副代表（副部长级）、党组成员。2013年6月，被免去商务部国际贸易谈判副代表（副部长级）职务。
第十二届全国人民代表大会安徽地区代表。